# Kayleigh van Dooren
Kayleigh van Dooren (Veldhoven, 31 juli 1999) is een Nederlandse voetbalster. Ze speelt als middenvelder voor AC Milan in de Serie A.

## Clubcarrière
Kayleigh van Dooren begon haar voetbalcarrière bij RKVVO in Veldhoven op 5-jarige leeftijd. Na hier 10 jaar te hebben gespeeld en alle hoogste selectie-elftallen te hebben doorlopen, maakte de (aanvallende) middenvelder in 2014 op 15-jarige leeftijd de overstap naar CTO Zuid, het centrum voor topsport en onderwijs in Eindhoven. In 2018 won ze met CTO Zuid in de kwartfinale van de beker tegen FC Twente (1-1 na penalty's), om in de halve finale van de beker tegen PSV te spelen. PSV won die wedstrijd met 1-3. 
In de zomer van 2018 maakte ze op 18-jarige leeftijd de overstap naar PSV om te gaan spelen in de Eredivisie. Ze tekende een contract voor de duur van twee seizoenen. Na een succesvol eerste seizoen bij PSV, heeft zij haar contract opengebroken en met één jaar verlengd.
In het seizoen 2019/2020 lag van Dooren met PSV Vrouwen op koers om het eerste kampioenschap uit de geschiedenis van PSV binnen te slepen, echter werd de competitie afgebroken in verband met het COVID-19 virus. PSV kreeg wel het Champions Leagueticket toegewezen, waardoor het in het seizoen 2020/2021 voor het eerst in de geschiedenis deelneemt aan de UWCL. PSV stroomt direct in in het hoofdtoernooi. 
In haar eerste twee seizoenen in het professionele voetbal droeg Van Dooren het rugnummer 17 bij PSV. In haar derde seizoen bij PSV droeg ze rugnummer 10 (seizoen 2020-2021). In dat seizoen pakte Van Dooren de TOTO KNVB Beker en ze won daarmee de eerste prijs in de geschiedenis van de PSV Vrouwen. Hierna wekte Van Dooren de interesse van FC Twente, waar ze begin juni 2021 een contract tekende.
In haar eerste seizoen bij FC Twente (2021/2022) weet ze landskampioen van Nederland te worden en wint ze met FC Twente de Eredivisie Cup. In de Champions League wist Twente zich net niet te plaatsen voor het hoofdtoernooi, na uitschakeling tegen Benfica. In het daaropvolgende seizoen 2022/2023 wint ze de TOTO KNVB Beker en Eredivisie Cup. Ze raakte in dat seizoen net voor de winterstop geblesseerd naar aanleiding van een tackle van een Excelsior-speler, wat haar laatste wedstrijd van dat seizoen betekende. Op woensdag 31 mei 2023 werd het bekend dat Van Dooren haar contract bij FC Twente heeft verlengd tot 2025.
Op 16 februari 2024 maakte Van Dooren na vijftien maanden blessureleed haar rentree in een KNVB Beker wedstrijd tegen AZ voor FC Twente. Dat seizoen, 2023/2024, wist FC Twente uiteindelijk af te sluiten met winnen van het landskampioenschap en de Eredivisie Cup.
Het seizoen 2024/2025 begon meteen goed voor Van Dooren. In de eerste officiële wedstrijd van het seizoen maakte ze een hattrick in 6-1 gewonnen wedstrijd tegen Ajax, waarmee FC Twente voor de derde keer op rij de Supercup wint . Verder weet FC Twente voor het eerst in de historie de groepsfase van de Champions League te bereiken, Van Dooren is de overall topscorer van de kwalificatiereeks  en gedeeld tweede topscorer in de groepsfase, achter Pernille Harder . Haar goal tegen Celtic was de eerste goal ooit voor Twente in de groepsfase van de Champions League. Van de zes groepsfase wedstrijden werd ze door de UEFA twee keer uitgeroepen tot Player of the Match  en . In maart 2025 werd bekend dat Van Dooren haar aflopende contract bij Twente niet werd verlengd, zodat ze na vier seizoenen bij FC Twente een nieuwe uitdaging aan kon gaan. Haar laatste seizoen bij Twente was zeer succesvol. Met Twente won ze de Eredivisie, de KNVB Beker en de Supercup, de treble dus. Dit is een unicum in de Eredivisie, de eerste keer in de historie dat een team dat lukte.
Op 31 juli 2025 tekende Van Dooren een tweejarig contract bij de Italiaanse club AC Milan.

## Interlandcarrière
Van Dooren maakte haar debuut voor het Nederlands team op 14-jarige leeftijd tegen België O15 (1-6 winst). Ze doorliep vervolgens alle jeugdelftallen van het Nederlands Elftal (O15, O16, O17, O19 en O23) en is momenteel actief bij het grote Nederlands Elftal. Haar eerste interland goals maakte ze in een vriendschappelijke wedstrijd tegen Denemarken O16. Haar eerste officiële interland goal maakte ze een maand later in Italië tijdens de EK kwalificatie tegen Finland. Ze is twee keer actief geweest op het EK O19 (in 2017 en 2018).
In februari 2022 werd Van Dooren voor het eerst opgeroepen voor de Oranje Leeuwinnen en nam ze met hen deel aan het Tournoi de France. Ze maakte daar op 19 februari meteen haar basisdebuut in de met 3-0 gewonnen wedstrijd tegen Finland. Van Dooren speelde de hele wedstrijd. Daarnaast ging ze met de Oranje Leeuwinnen mee naar Engeland voor het EK 2022.  
In oktober 2024 werd ze door Andries Jonker weer voor het eerst opgeroepen sinds haar langdurige knieblessure.   

## Clubstatistieken
| Seizoen | Club      | Competitie | Competitie | Competitie | Oefen | Oefen     | Beker | Beker     | Eredivisie Cup | Eredivisie Cup | Champions League | Champions League | Totaal | Totaal    | Gem. Doelpunt Betrokkenheid |
| Seizoen | Club      | Competitie | Wed.       | Dlp./Ass.  | Wed.  | Dlp./Ass. | Wed.  | Dlp./Ass. | Wed.           | Dlp./Ass.      | Wed.             | Dlp./Ass.        | Wed.   | Dlp./Ass. | Gem. Doelpunt Betrokkenheid |
| ------- | --------- | ---------- | ---------- | ---------- | ----- | --------- | ----- | --------- | -------------- | -------------- | ---------------- | ---------------- | ------ | --------- | --------------------------- |
| 2018/19 | PSV       | Eredivisie | 22         | 7 / 12     | 8     | 5 / 6     | 1     | 0 / 0     | 0              | 0 / 0          | 0                | 0 / 0            | 31     | 12 / 18   | 30/31 = 0.97                |
| 2019/20 | PSV       | Eredivisie | 11         | 3 / 7      | 3     | 0 / 2     | 1     | 2 / 0     | 6              | 2 / 2          | 0                | 0 / 0            | 21     | 7 / 11    | 18/21 = 0.86                |
| 2020/21 | PSV       | Eredivisie | 17         | 5 / 3      | 3     | 1 / 2     | 3     | 0 / 0     | 5              | 3 / 1          | 2                | 0 / 0            | 30     | 9 / 6     | 15/30 = 0.5                 |
| 2021/22 | FC Twente | Eredivisie | 24         | 13 / 10    | 3     | 1 / 0     | 2     | 1 / 1     | 2              | 0 / 0          | 3                | 0 /1             | 34     | 15 / 12   | 27/34 = 0.79                |
| 2022/23 | FC Twente | Eredivisie | 7          | 6 / 5      | 3     | 2 / 1     | 0     | 0 / 0     | 0              | 0 / 0          | 2                | 1 / 1            | 12     | 9 / 7     | 16/12 = 1.33                |
| 2023/24 | FC Twente | Eredivisie | 5          | 0 / 0      | 1     | 0 / 1     | 2     | 0 / 1     | 2              | 1 / 0          | 0                | 0 / 0            | 10     | 1 / 2     | 3/10 = 0.30                 |
| 2024/25 | FC Twente | Eredivisie | 21         | 6 / 7      | 8     | 5 / 2     | 5     | 5 / 0     | 0              | 0 / 0          | 10               | 9 / 2            | 44     | 25 / 11   | 36/44= 0.82                 |
| Totaal  | Totaal    | Totaal     | 107        | 41 / 44    | 29    | 14 / 14   | 14    | 8 / 2     | 15             | 6 / 3          | 17               | 10 / 4           | 184    | 79 / 67   | 146/184 = 0.79              |

Bijgewerkt t/m 28 mei 2025.

## Prijzen
- 3x TOTO KNVB Beker – PSV (seizoen 2020/2021) en FC Twente (seizoen 2022/2023 en 2024/2025)
- 3x Landskampioen Nederland – FC Twente (seizoen 2021/2022, 2023/2024 en 2024/2025)
- 3x Eredivisie Cup – FC Twente (seizoen 2021/2022, 2022/2023 en 2023/2024)
- 3x Supercup – FC Twente (2022, 2023 en 2024)

## Privé
Van Dooren heeft een Bachelor of Science in International Business Administration afgerond aan Tilburg University en een master in Business Administration aan de Universiteit Twente.   